# Palus Putredinis

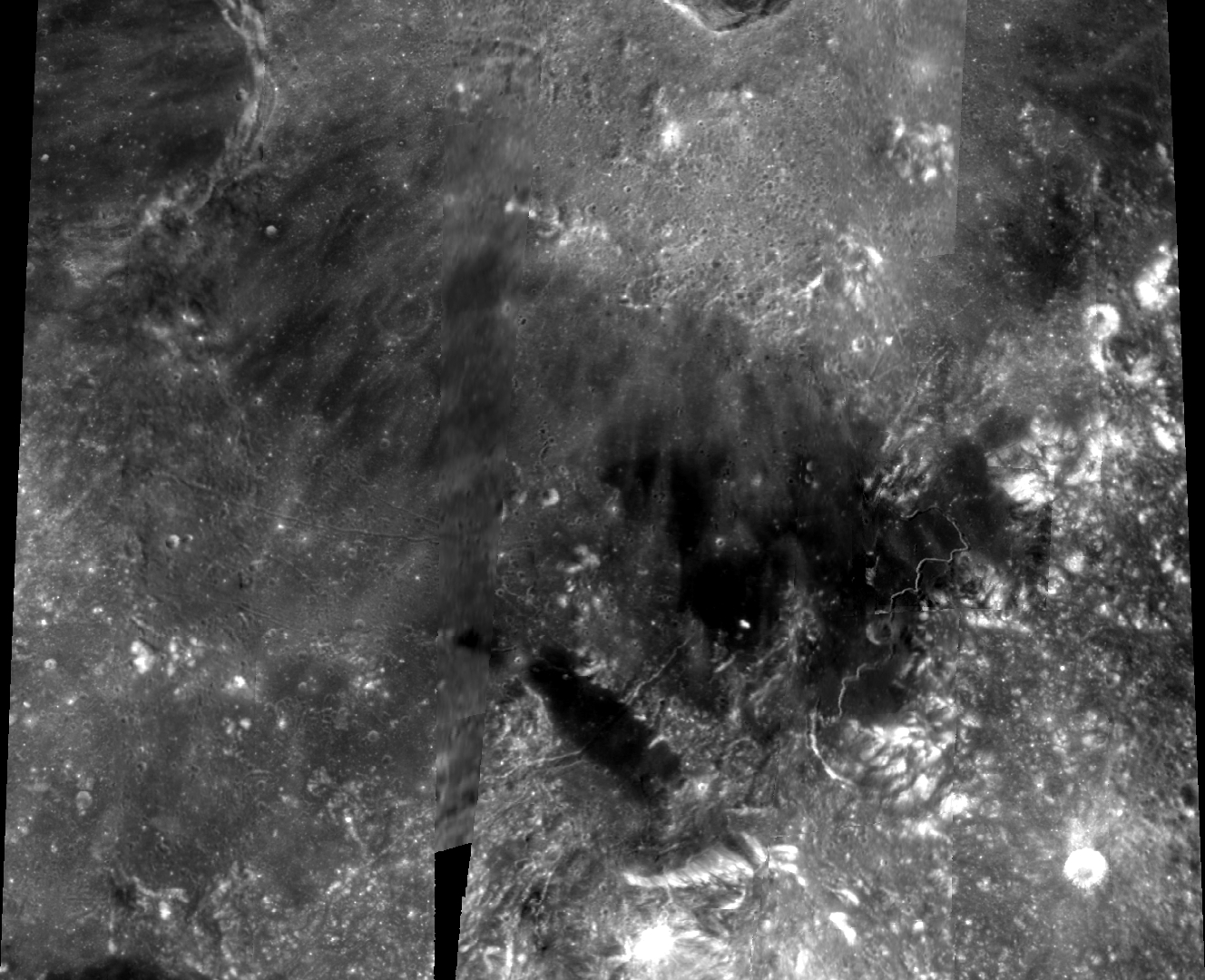
Palus Putredinis.

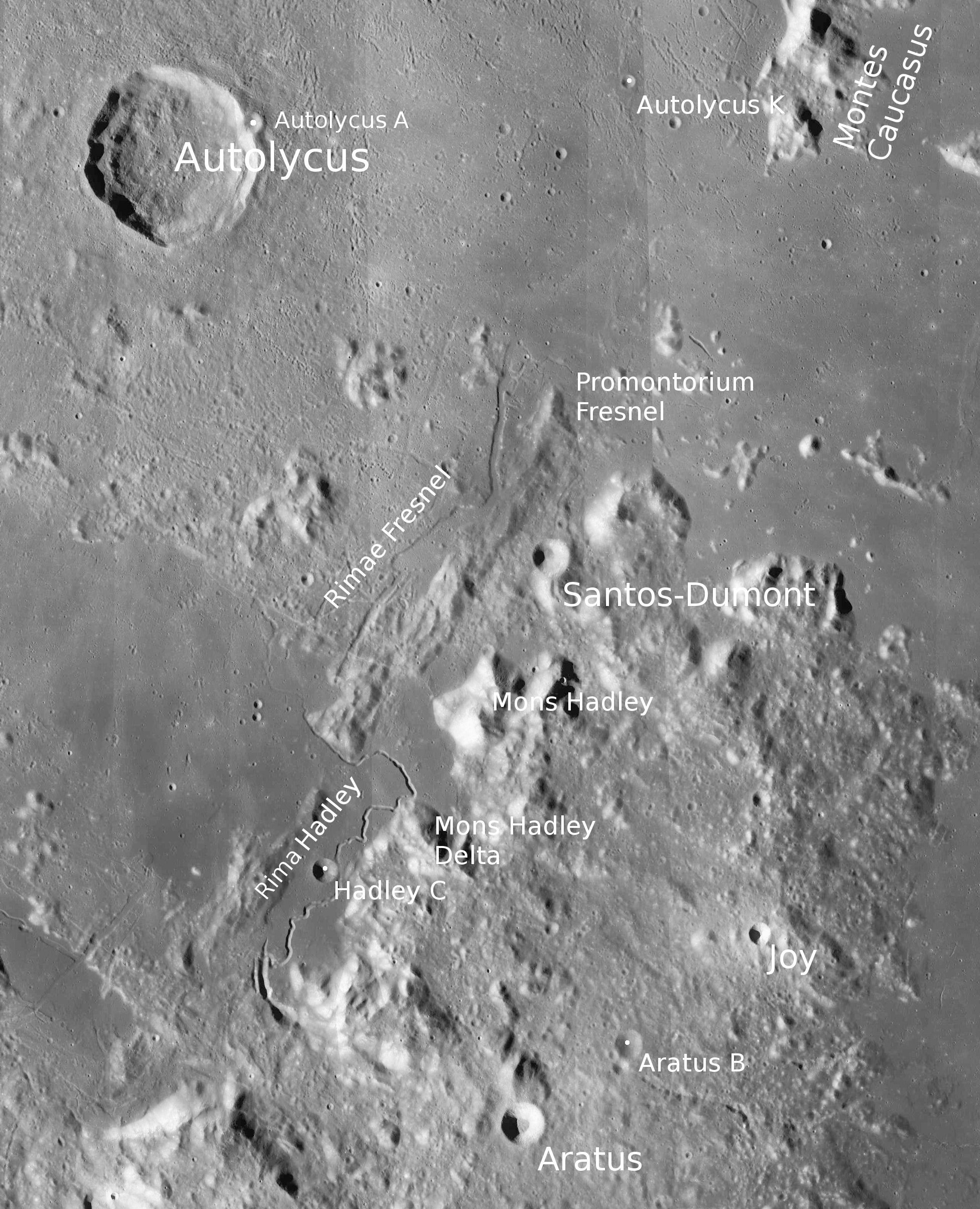
Východní část bažiny Palus Putredinis (jižně od kráteru Autolycus).

Palus Putredinis (česky Bažina hniloby) je měsíční moře ve východní části Mare Imbrium (Moře dešťů), jihovýchodně od výrazného kráteru Archimedes a jižně od kráteru Autolycus na přivrácené straně Měsíce, které má průměr cca 180 km. Střední selenografické souřadnice jsou 27,4° S a 0,0° (nultý poledník). Jihovýchodní okraj tvoří pohoří Montes Apenninus (Apeniny), na západě se rozkládá pohoří Montes Archimedes (jižně od mateřského kráteru).
V západní části bažiny se nachází trosky lávou zatopeného kráteru Spurr, podél jižního okraje se táhnou měsíční brázdy Rimae Archimedes. Na východě lze nalézt klikatou brázdu Rima Hadley (u níž přistála americká vesmírná expedice Apollo 15), která začíná u čtveřice malých kráterů Jomo, Taizo, Béla a Carlos. Severněji se vinou brázdy Rimae Fresnel. Poblíž kráteru Autolycus dopadla 13. září 1959 sovětská sonda Luna 2.

## Pojmenování
Palus Putredinis pojmenoval (stejně jako většinu ostatních měsíčních moří) italský astronom Giovanni Battista Riccioli, jehož nomenklatura z roku 1651 se stala standardem.